# Bruiloftsklokken
Bruiloftsklokken is een single van Willy Sommers. Het is afkomstig van zijn album Willy. Willy Sommers had meer dan 20 hits in België, maar niet één in Nederland. De teller voor de hoeveelheid singles stond eind 2011 op 107.
Het lied is geschreven door de muziekproducent van het plaatje Roland Verlooven onder diens pseudoniem 'Armath'. Het stond 3 weken op de eerste plaats in de Vlaamse top 10.
Tussen Intiem rendez-vous en Bruiloftsklokken bracht Sommers in Spanje nog een Spaanstalig plaatje uit: Tania/En contr'el amor.

## Hitnotering

### BelgischeBRT Top 30
| Hitnotering: 16-3-1974 t/m 31-5-1974 | Hitnotering: 16-3-1974 t/m 31-5-1974 | Hitnotering: 16-3-1974 t/m 31-5-1974 | Hitnotering: 16-3-1974 t/m 31-5-1974 | Hitnotering: 16-3-1974 t/m 31-5-1974 | Hitnotering: 16-3-1974 t/m 31-5-1974 | Hitnotering: 16-3-1974 t/m 31-5-1974 | Hitnotering: 16-3-1974 t/m 31-5-1974 | Hitnotering: 16-3-1974 t/m 31-5-1974 | Hitnotering: 16-3-1974 t/m 31-5-1974 | Hitnotering: 16-3-1974 t/m 31-5-1974 | Hitnotering: 16-3-1974 t/m 31-5-1974 | Hitnotering: 16-3-1974 t/m 31-5-1974 |
| Week:                                | 1                                    | 2                                    | 3                                    | 4                                    | 5                                    | 6                                    | 7                                    | 8                                    | 9                                    | 10                                   | 11                                   |                                      |
| ------------------------------------ | ------------------------------------ | ------------------------------------ | ------------------------------------ | ------------------------------------ | ------------------------------------ | ------------------------------------ | ------------------------------------ | ------------------------------------ | ------------------------------------ | ------------------------------------ | ------------------------------------ | ------------------------------------ |
| Positie:                             | 21                                   | 13                                   | 13                                   | 12                                   | 12                                   | 18                                   | 30                                   | 21                                   | 23                                   | 20                                   | 27                                   | uit                                  |